# Saint-Maur-des-Fossés

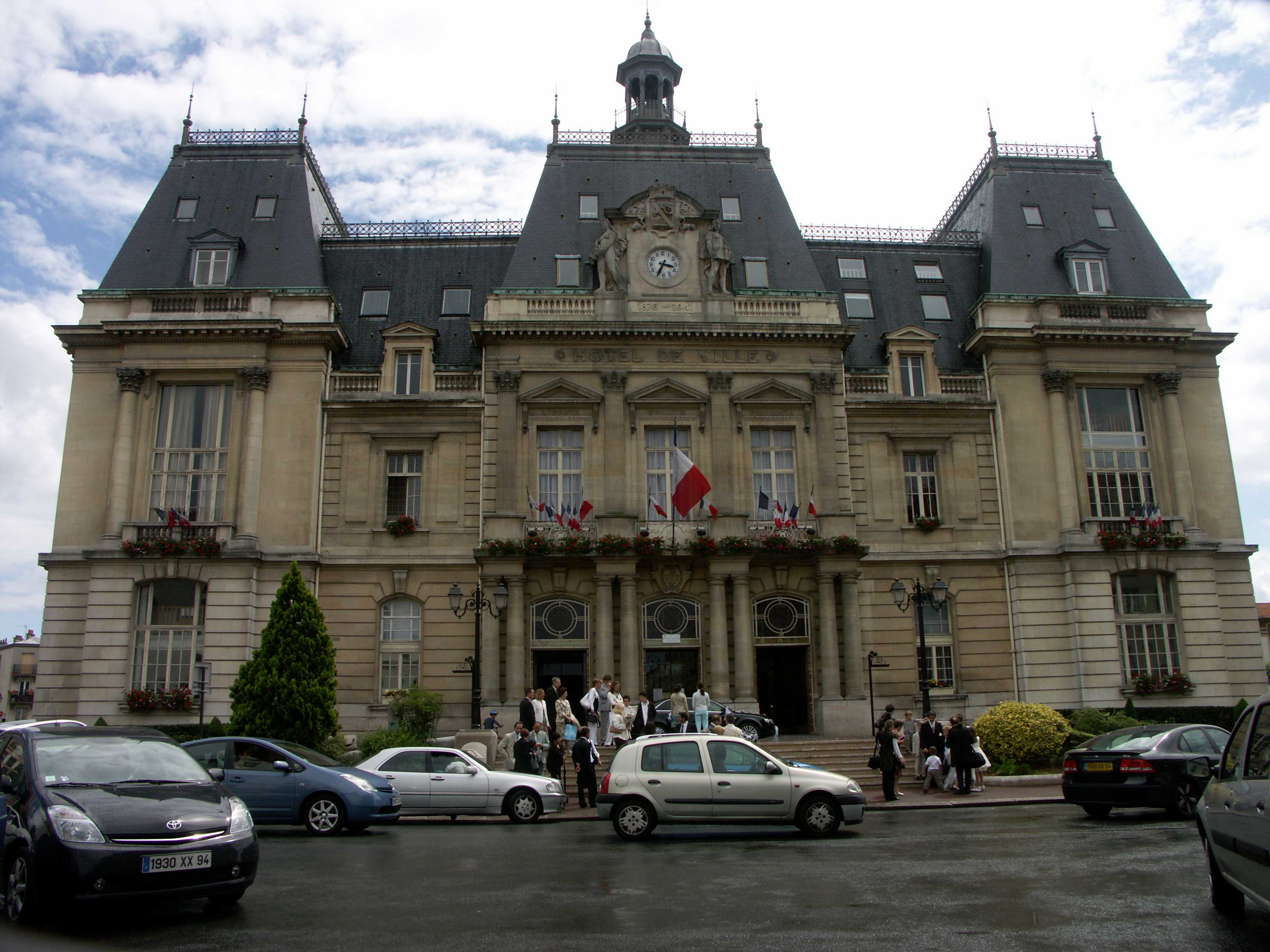
Primăria

Saint-Maur-des-Fossés este un oraș în Franța, în departamentul Val-de-Marne, în regiunea Île-de-France, la sud de Paris. 